# Scripofilie

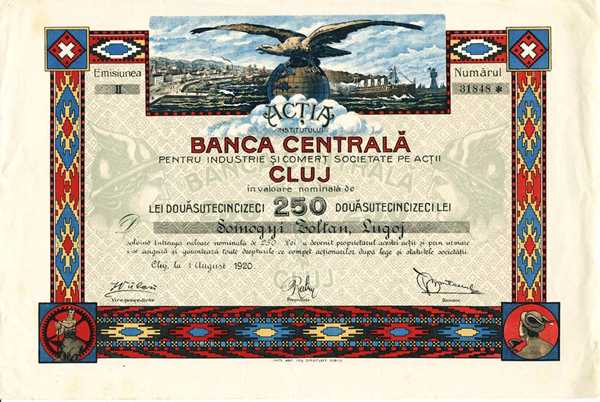
Acţiune emisă de Banca Centrală din Cluj în 1920

Scripofilia, numită și scriptofilie, constă în studiul și colecționarea vechilor titluri bursiere (și oricăror documente în raport cu acțiunile, obligațiunile, împrumuturile, cupoanele, etc.) care au fost cotate sau nu, pe o bursă de valori
Prin tradiție și la nivel internațional, scripofilia este o ramură a numismaticii, ca și notafilia.

## Etimologie
Cuvântul scripofilie este un neologism, format din cuvântul englez scrip: „titlu de proprietate” și sufixoidul de origine greacă, philia: „a iubi”.

## Istorie
Titlurile colecționate nu mai au nicio valoare bursieră. Ele sunt uneori utilizate cu scopuri decorative și rămân o mărturie pasionantă, o reflectare a istoriei economice și sociale a unei regiuni, a unei țări, a unei epoci, a unei industrii, sau a unei societăți familiale, între altele.

Scripofilul, sau colecționarul de titluri vechi, poate fi definit drept un o rudă a unui istoric al economiei. Într-adevăr, el păstrează memoria și urmele activității economice trecute.

Unii colecționari găsesc în aceste titluri vechi un mod de a reuni adevărate bijuterii grafice: între 1880 și 1950, acțiunile și obligațiunile unor anumiți emitenți (bănci, mari întreprinderi, state, etc.) făceau apel la artiști (desenatori, pictori, gravori pe lemn și metal, tipografi, etc.) pentru ilustrarea acestor documente, dându-le astfel o identitate specifică.
Colecționarii sunt scripofili sau scriptofili. Scripofilia este o pasiune relativ recentă, apărută la sfârșitul anilor 1960.Se estimează că ar fi între câteva zeci de mii și două sute de mii de colecționari, repartizați îndeosebi în Germania, Belgia, Franța, Elveția, Țările de Jos și Statele Unite ale Americii.

## Interesele scripofiliei

### Interes istoric
- Prin unele titluri (Compania Canalului Panama, Împrumuturile rusești) se găsesc momente din istoria economică și financiară a capitalismului.
  - Cel mai vechi titlu din lume a fost emis de Verenigde Oost-Indische Compagnie (VOC: Compania Olandeză a Indiilor Orientale) la Amsterdam în septembrie 1606[2]

: se cunosc patru exemplare ale acestui titlu.
- - Unul dintre cele mai căutate din secolul al XVIII-lea este titlul „Canalul Richelieu”, datat din 1752, gravat în întregime în aqua forte, având șapte semnături și ilustrat cu o medalie care simbolizează canalul.

### Interes artistic
Pe unele titluri ilustrate, se găsesc adesea ilustrații ale unei uzine, a unui loc de producție, a unei scene de muncă sau a unor obiecte fabricate, unele clădiri industriale sau activități comerciale sau chiar societăți care nu mai există astăzi, situație comparabilă cu colecțiile de vechi cărți poștale și de fotografii. Unele titluri sunt asimilate unor adevărate opere de artă. Pentru a plasa mai ușor titlurile în rândul particularilor, emitenții de atunci nu au ezitat să facă apel la desenatori renumiți, ca Alfons Mucha. 

### Interes regional
- Interes regional, pentru micile societăți locale.

### Interes familial sau genealogic
- Inters familial sau genealogic pentru cei care doresc să-și găsească urmele din trecut. Într-adevăr, multe titluri vechi sunt semnate, manuscris sau în facsimil, de conducătorii sau de principalii administratori ai societății.

Crearea societății pe acțiuni a privit toate sectoarele de activitate. Mulțumită vechilor titluri, se află uneori urmele unor invenții geniale sau curioase, considerate, într-o anumită epocă drept revoluționare, dar astăzi căzute în desuetudine sau în uitare. 
Titluri au fost emise anterior secolului al XVIII-lea, însă acestea rămân foarte rare. Cele mai multe titluri au fost emise îndeosebi în secolul al XIX-lea și al XX-lea, până la dematerializarea lor, începând cu anii 1980, și mai cu seamă în perioadele de expansiune economică a capitalismului.

Printre marile clasice: Canalul Interoceanic Panama (unul din marile scandaluri politico-financiare), Împrumuturile Rusești, Cie Claridges Hôtels (ilustrat de un pachebot și o locomotivă), Omnibus de Paris (gravură frumoasă reprezentând cele 21 de monumente pariziene, în fața cărora se opreau omnibuzele), ...

## Asociații
- fr  Association des Collectionneurs de Titres Financiers (ACTIF)[4] : creată în 1997, această asociație de colecționari și de promovare a titlurilor financiare vechi a succedat fostei „Association Française des Collectionneurs de Titres Anciens”.
- nl  De Vereniging van Verzamelaars van Oude Fondsen (VVOF)[5]: creată în 1978, Asociația Colecționarilor de Titluri de Valori Vechi

## Galerie de imagini

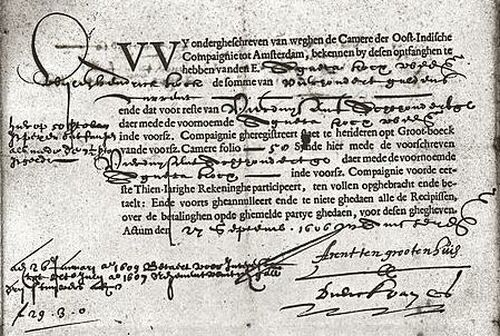
Cea mai veche acțiune din lume, emisă la 27 septembrie 1606
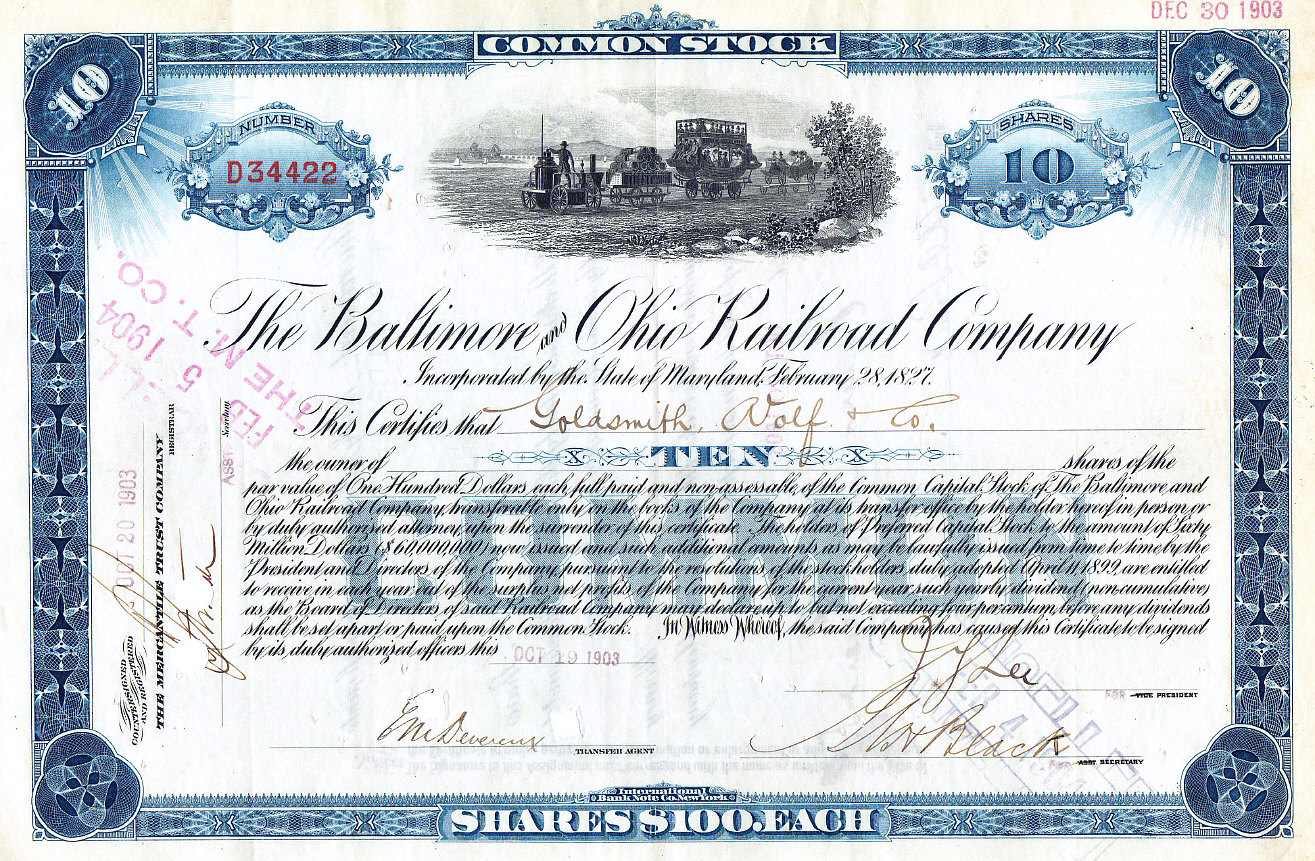
Acţiune emisă de Baltimore and Ohio Railroad, la 19 octombrie 1903
Acţiune cu valoarea nominală de 10.000 lei, emisă în martie 1939, de Manufactura Naţională de Porţelan Turda
Acţiune emisă de societatea pe acţiuni „Ilie Floaşiu” din Sibiu (aprox 1938). Sunt gravate portretele lui Ilie și a soției sale Paraschiva, precum și semnăturile lor. În centru jos, este gravată imaginea casei cu magazinul deținut de Floașiu pe strada Papiu Ilarian din Sibiu.